# اشتانتس ایم مورستال

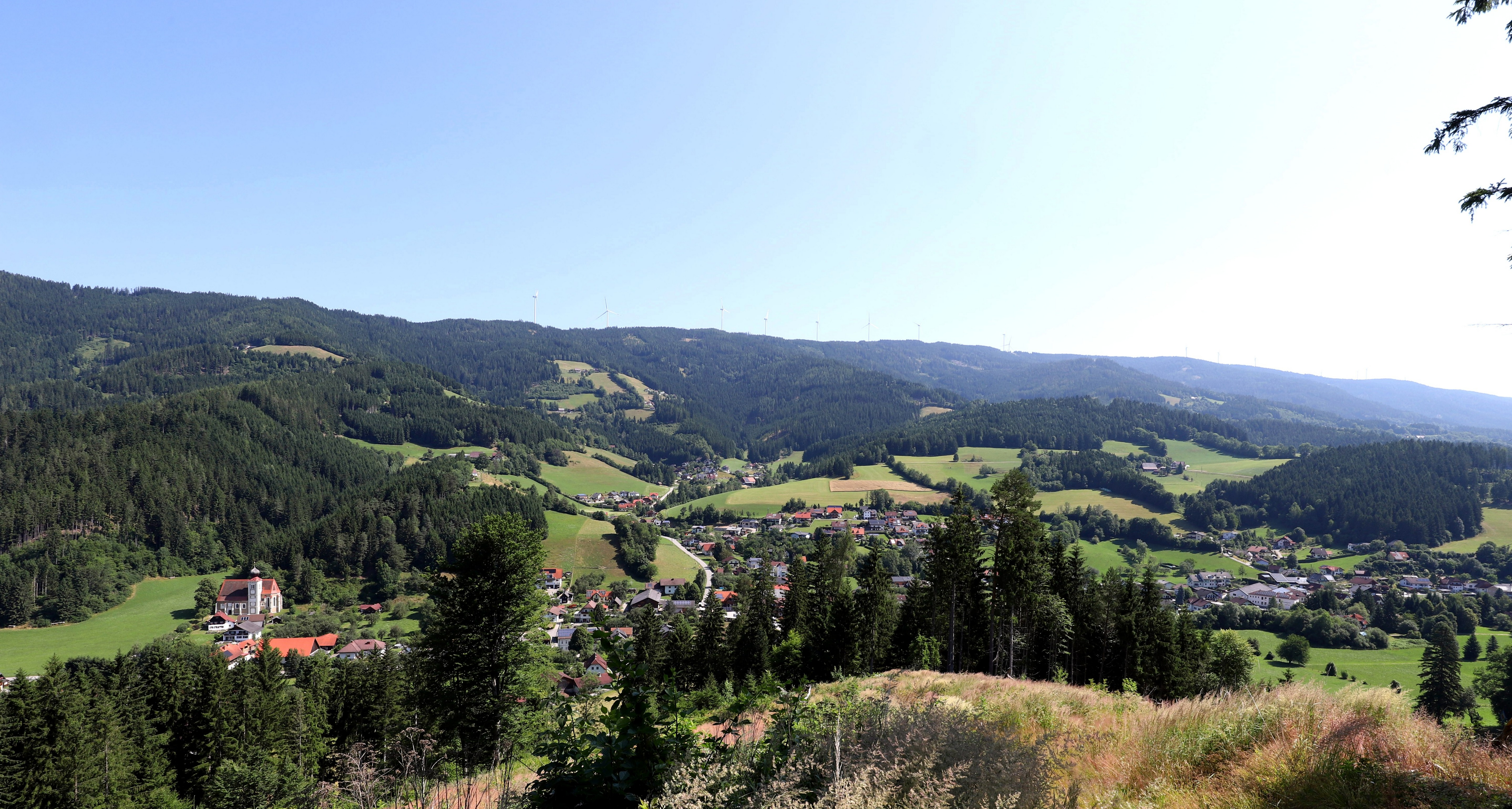

اشتانتس ایم مورستال (به آلمانی: Stanz im Mürztal) یک منطقهٔ مسکونی در اتریش است که در بروک مورتسوچلاگ واقع شده‌است. اشتانتس ایم مورستال ۷۶٫۷۳ کیلومتر مربع مساحت دارد ۶۶۹ متر بالاتر از سطح دریا واقع شده‌است.